# Balamuthia mandrillaris
Balamuthia mandrillaris är en encellig eukaryot organism. Den tillhör gruppen patogena frilevande amöbor och är således inte beroende av en värd för sin överlevnad. B. mandrillaris är besläktad med Acanthamoeba spp och kan orsaka en form av sällsynt hjärninfektion som heter Balamuthia Granulomatös Encefalit (BGE). Det första humana fallet av BGE kom 1991 och har även påvisats hos djur såsom apor, hundar, hästar och får. 
B. mandrillaris tillskrivs förutom BGE även Granulomatös Amöba Encefalit (GAE) samt Balamuthia Amöba Encefalit (BAE) vilka alla sammanfattas som en “hjärnätande sjukdom”. Det finns en förvirring i diagnosbenämningarna och därmed ett behov av en tydligare separering - eller sammanslagning - av diagnoserna. 
BGE: Kronisk inflammation i det centrala nervsystemet, orsakat av infektion i hjärnan. Mittemellan akut och kronisk, dvs subakut inflammation.
GAE: Om infektionen involverar hjärnan kallas sjukdomen den orsakar granulomatös amöbisk encefalit.  
BAE: Kronisk hjärninflammation.
Andra amöbor som Acanthamoeba, är lätta att isolera från jord, vatten och luft medan B. mandrillaris är svår att isolera. Den anses finnas i tempererade regioner och B. mandrillaris är idag isolerad från naturen genom jord och damm .  
Dock är isolering av amöban svår att genomföra vilket innebär att kunskapen om B. mandrillaris är bristfällig.  

## Historia
B. mandrillaris upptäcktes 1986. Amöban hittades i hjärnan på en apa, en mandrill (Papio Sphinx) . Den infekterade primaten dog av en neurologisk sjukdom på San Diego Wild Animal Park, Californien, USA.  

## Taxonomi
1986 isolerades B. mandrillaris och klassificerades som Leptomyxid amoeba, som tillhör underklassen Lobosea. Leptomyxid amoeba har i cyststadiet en tjock cellvägg och eftersom liknande egenskaper kunde ses hos B. mandrillaris så ansåg man att den skulle tillhöra familjen Leptomyxid amoeba. Det har senare fastställts att enbart morfologi inte är tillräckligt för klassificering.    
Govinda Visvesvara observerade parasiten 1993 och tillskrev amöban det generiska namnet Balamuthia till minne av parasitologen William Balamuth (1914–1981). William Balamuth, född i New York City, studerade amöbor och publicerade ca 80 studier i ämnet.    
Govinda Visvesvara (född September 28, 1931) behöll den ursprungliga klassificeringen fram till att resultat av sekvensstudier baserade på gener som kodar för ribosomalt RNA (rRNA) visade att den närmaste släktingen bör vara Acanthamoeba. Det föreslogs att B. mandrillaris skulle flyttas över från Leptomyxidea till familjen Acanthamoebidae. I en studie av Amaral-Zettler et al. fastslogs sambandet och överflyttningen skedde.   

## Livscykel
B. mandrillaris har en livscykel som påminner om Acanthamoeba. Den förökar sig genom asexuell reproduktion, genom binär fission. Livscykeln omfattar två stadier där båda går att finna i infekterad hjärnvävnad. Dessa två stadier i livscykeln är cysta- och trofozoit-stadiet. B. mandrillaris är infektiös i båda dessa stadier.  Den infekterar sin värd genom att ta sig in genom öppna sår eller via inandning. Kända riskfaktorer är jord och komposter. Idag finns det inget bevisat samband mellan infektion och kontakt med kontaminerat vatten.  
Cystorna, som är ett vilande stadium, har en kärna och en trippel cellvägg. De är mellan 13 till 30 µm.   
Trofozoit, det tillväxande stadiet, har vanligtvis en kärna, men flera kärnor har observerats. Trofozoiten är ca 15 till 60 µm och är det stadiet då amöban absorberar näringsämnen från den angripna och infekterade värden. B. mandrillaris intar sin föda genom fagocytos, det vill säga att den omsluter sin föda och kapslar in den i en näringsvakuol i vilken födan bryts ned av enzymer. Födan består ofta av andra mikroorganismer och bakterier, men även alger och eukaryota celler förekommer. 
Nyare studier visar att B. mandrillaris inte tillväxer vid fagocytering av bakterier. De förblir med den födan kvar i trofozoitstadiet. Amöban påvisar optimal tillväxt på mänskliga mikrovaskulära endotelceller från hjärnan (HBMEC). Ytterligare studier behövs för att vidare undersöka mekanismerna som är förknippade med den matselektivitet som B. mandrillaris uppvisar.  

## Morfologi
B. mandrillaris är en heterotrof patogen amöba. B. mandrillaris har två stadier.  I det trofozoida stadiet är B. mandrillaris större har en (eller två) cellkärnor och innehåller många organeller som mitokondrier, ribosomer och endoplasmatiskt retikel. Cellkärnan kan innehålla mer än en nukleol, vilket kan hjälpa till att skilja B. mandrillaris från Acanthamoeba. Trofozoiten bildar breda pseudopodier och har filamentösa strukturer.  
Under svåra förhållanden (t ex näringsbrist, extremt pH, temperatur) övergår B. mandrillaris från trofozoit till cysta. I detta stadium blir B. mandrillaris sfärisk och har bara en kärna. Man har sett att cellväggarna består av tre lager; det inre (endocyst), yttre veckat lager (ektocyst) och det tjocka amorfa mellanlagret (mesocyst).  
B. mandrillaris är en pleomorf under fasen trofozoit, vilket betyder att den i det stadiet har flera olika former och storlekar. 

## Samspel med andra organismer
Amöbor i jord har andra djur högre upp i näringskedjan som naturliga fiender, ex maskar. I försök har det påvisats möjlighet att infektera amöban med bakterier som fått denna att disintegrera. Exempel på detta har visats i en studie på Legionellabakterier.  
I studier visar sig B. mandrillaris, likt andra fritt levande amöbor som Acanthamoeba, kunna erbjuda ett intracellulärt skydd till bakterier. Bakterierna bryts då inte ned som föda utan får istället ett skydd från omgivningen.

## Patologi och diagnostik
Nuvarande behandlingar vid BGE har dålig effekt. Idag finns över 200 rapporterade fall världen över. 
Vid BAE uppstår vävnadsskador eller vävnadsdöd i hjärnan vilket är en kronisk hjärninflammation. Förlamning som övergår i koma är vanliga symtom och dödligheten är mycket hög. Förmågan att omvandla sig till en cysta och därmed kunna motstå både fysiska och kemiska påfrestningar gör den mycket resistent och svårbehandlad. 
Initiala symtom av BGE/ BAE/GAE är:
- Huvudvärk
- Illamående
- Kramper
- Hudinfektion och sår, ofta på armar, ben och i ansiktet.

Identifikation av B. mandrillaris görs bl.a. med biopsier från hjärna, hud och lunga hos den infekterade. För att diagnostisera BGE/ BAE/GAE används magnetisk resonanstomografi (MRI), datortomografi (CT), observation i fluorescensmikroskop, PCR eller metagenomik där man söker efter vävnadsskada samt en immunrespons som är antikroppmedierad. Prognosen är mycket dålig med en hög dödlighet. Diagnostisering kan vara svår då symtomen inte är specifika utan liknar dem vid många andra sjukdomar .  
Eftersom B. mandrillaris är större än människans leukocyter, har immunförsvaret svårt för att oskadliggöra amöban genom fagocytos. Därför använder immunsystemet typ IV hypersensitivitets reaktion. Infektionen drabbar det centrala nervsystemet och sjukdomen har en dödlighet på mer än 98%. De synliga skadorna som uppstår är hudskador medan om parasiten tar sig in i hjärnan orsakar den GAE. B. mandrillaris är ett opportunistiskt patogen vilket gör att människor med nedsatt immunsystem är extra känsliga för infektion. Det gäller kroniskt sjuka individer med till exempel diabetes, hiv och cancer. Sjukdomen är också kopplad till barn och äldre.  

## Odling
Försök att odla amöban på en agarplatta har gjorts, men amöban äter inte E.Coli-bakterier såsom till exempel släktingen amöban Acanthamoeba gör. För att odla B. mandrillaris behöver denna odlas på mänskliga endotelceller från hjärnan eller på hepatocyter från primater.
Förutom tillväxt på mänskliga mikrovaskulära endotelceller finns även framsteg med odling i njurceller från apor.

## Behandling
Infektion orsakad av B. mandrillaris i det centrala nervsystemet är mycket svårbehandlad. Störst sannolikhet att överleva GAE-infektion fås om behandling sätts in i ett tidigt skede av sjukdomsförloppet. I två fall där behandling sattes in i ett tidigt skede med bland annat läkemedlen flucytosine, pentamidine, fluconazole, sulfadiazine och trifluoperazine tillfrisknade de drabbade.  
Förutom dessa läkemedel har även Nitroxoline vid försök med amöban B. mandrillaris i provrör visat sig kunna utgöra en möjlig behandling för att bota infektionen.  
Trots nya möjliga behandlingsmetoder är dödligheten fortfarande mycket hög. År 2018 rapporterades ett misslyckat försök vid behandling av en infektion orsakad av B. mandrillaris. I det aktuella fallet hade infektion uppstått efter nässköljning med obehandlat kranvatten. Nuvarande behandling av BGE har dålig effekt. 

## Organtransplantation
Enstaka fall av överförd infektion i samband med transplantation finns beskrivna. Center for Disease Control and Prevention (CDC) beskriver hur en amerikansk 4-årig pojke diagnostiserades med influensa A. Några veckor senare insjuknade pojken med en Subarachnoidalblödning (SAB) och hjärnherniation (cerebral herniation). Han förklarades hjärndöd dagen efter insjuknandet den 18 november 2009. Två dagar senare transplanteras hans hjärta, hans två njurar samt lever till fyra olika organmottagare. När det uppdagades att 4-åringen var infekterad behandlades de fyra organmottagarna. Hjärtat hade donerats till en pojke i tvåårsåldern men visade inga tecken på infektion. Dock behandlades han under sex veckor med pentamidin, azithromycin och flukonazol och därefter under 5 veckor med azithromycin. Pojken insjuknade aldrig och är än i dag frisk. 
Mottagaren av den ena njuren var en kvinna i 31-årsåldern. Hon insjuknade och trots intensivvård avled hon. Mottagaren av den andra njuren var en 27 årig man. Han insjuknade och hamnade i koma under två månader varefter han vaknade upp. Efter ett halvår i rehabilitering skrevs han ut från sjukhuset. Han har idag neurologiska skador såsom förlamning i höger arm, svaghet i ben och återkommande episoder av synbortfall. Trots detta är han idag självständigt aktiv i sitt vardagsliv. 
Levern hade donerats till en pojke på 7 år som inte visade några tecken på infektion. Han behandlades ändå med intravenös pentamidin, flukonazol, azithromycin och sulfadiazin under en månad och är än idag helt frisk.  